# Équipe de Palestine des moins de 20 ans de football
Maillots
L'équipe de Palestine des moins de 20 ans de football est constituée par une sélection des meilleurs joueurs palestiniens de moins de 20 ans sous l'égide de la Fédération de Palestine de football et représente le pays lors des compétitions régionales, continentales et internationales de cette catégorie de jeunes.

## Histoire
Les Palestiniens atteignent les demi-finales de la Coupe arabe de football des moins de 20 ans en 2022.

## Parcours en Coupe du monde
La sélection ne s'est jamais qualifiée pour la Coupe du monde de football des moins de 20 ans ou pour la Coupe d'Asie de football des moins de 20 ans.